# .tn
A .tn Tunézia internetes legfelső szintű tartomány kódja, melyet 1991-ben hoztak létre.

## Második szintű tartománykódok
- com.tn
- ens.tn
- fin.tn
- gov.tn
- ind.tn
- intl.tn
- nat.tn
- net.tn
- org.tn
- info.tn
- perso.tn
- tourism.tn
- edunet.tn
- rnrt.tn
- ms.tn
- mu.tn
- mincom.tn
- agrinet.tn
- defense.tn